# Rodovetro
Un rodovetro (chiamato cel in inglese) è un particolare foglio trasparente in acetato di cellulosa sul quale il disegno dell'animatore viene stampato e poi dipinto, in un procedimento che si ripete per ogni singolo fotogramma che dovrà comporre la sequenza di immagini di un cartone animato. L'invenzione del rodovetro si colloca nel 1914 ed è attribuita ad Earl Hurd.
L'etimologia della parola ‘rodovetro’ proviene dal nome commerciale (Rhodoid) dei fogli di acetato, prodotti per la prima volta in Italia (1938) da un'azienda di Rho, alle porte di Milano.

## La tecnica
La realizzazione di un fotogramma completo utilizzando la tecnica del rodovetro si sviluppa in tre fasi:
- disegno a matita: il disegnatore (l'animatore) realizza un disegno a matita del singolo fotogramma. Generalmente, il disegno viene riportato su un foglio di carta contenente tre rettangoli inscritti: quello più interno è l'area nella quale devono trovarsi gli elementi principali, il rettangolo seguente rappresenta la dimensione reale dello schermo televisivo e quello più esterno l'abbondanza, cioè un'area di scarto che assicura che tutto il disegno si trovi all'interno della ripresa.
- fondale: un illustratore dipinge la scenografia, l'ambiente dentro il quale si muoveranno gli elementi animati.
- rodovetro: su questo foglio di acetato viene tracopiato il disegno originale o stampato a laser con una particolare fotocopiatrice Xerox. Quindi, l'addetto alla colorazione procede a colorarlo. La colorazione avviene sul lato opposto a quello di inchiostrazione/stampa, quindi sull'immagine speculare. Generalmente, viene applicato un colore alla volta su tutti i rodovetri della stessa animazione in modo da far asciugare i singoli.

## Risultato finale
A lavoro ultimato, il rodovetro viene posizionato sopra il fondale. Sul rodovetro c'è solo l'elemento animato, mentre il resto del foglio rimane trasparente, lasciando visibile lo sfondo. Quindi, con una telecamera viene fotografato il frame.
Un frame può essere composto anche da più rodovetri sovrapposti (multi-layer cel). Questa tecnica è utilizzata quando nella stessa scena ci sono più elementi animati. In alcuni casi, i movimenti degli occhi e della bocca vengono realizzati su rodovetri a parte per non dover disegnare ogni volta l'intero volto.